# Patemon (Tlogosari)
Patemon is een bestuurslaag in het regentschap Bondowoso van de provincie Oost-Java, Indonesië. Patemon telt 4054 inwoners (volkstelling 2010).